# IMAM Ro.30
El IMAM Ro.30 fue un biplano de observación de los años 30 del siglo XX, diseñado y construido por Industrie Meccaniche e Aeronautiche Meridionali. Fue construido en cantidades limitadas antes de que fuera reemplazado por el Ro.37.

## Diseño y desarrollo
Tras el éxito de biplanos de observación anteriores, el Ro.30 fue desarrollado en 1932 para la Regia Aeronautica. Era un biplano de envergaduras desiguales con tren de aterrizaje fijo de rueda de cola. Poseía una cabina cerrada para el piloto, localizada por delante del borde de ataque del ala, mientras que un observador tenía una cabina entre las alas y el tercer tripulante disponía de una abierta por detrás de las mismas. Estaba propulsado por un motor radial Alfa Romeo Mercurius de 395 kW (530 hp) o un Piaggio Jupiter de 373 kW (500 hp).

## Operadores
Italia
- Regia Aeronautica

## Especificaciones (Ro.30 con motor Jupiter)
Referencia datos: The Illustrated Encyclopedia of Aircraft (Part Work 1982-1985), 1985, Orbis Publishing, Page 2193

### Características generales
- Tripulación: Tres
- Longitud: 10,2 m (33,6 ft)
- Envergadura: 15,8 m (51,7 ft)
- Altura: 3,5 m (11,5 ft)
- Peso vacío: 1580 kg (3482,3 lb)
- Peso cargado: 2630 kg (5796,5 lb)
- Planta motriz: 1× motor radial de nueve cilindros refrigerado por aire Piaggio Jupiter VII.
  - Potencia: 373 kW (514 HP; 507 CV)

### Rendimiento
- Velocidad máxima operativa (Vno): 225 km/h (140 MPH; 121 kt) [2]
- Alcance: 1600 km (864 nmi; 994 mi)
- Techo de vuelo: 7500 m (24 606 ft)
- Tiempo a altitud: 4000 m (13 000 pies) en 20 min[2]

### Armamento
- Ametralladoras: 

  - 3 Breda-SAFAT de 7,7 mm

## Aeronaves relacionadas

### Secuencias de designación
- Secuencia Ro._ (interna de IMAM): ← Ro.5 - Ro.10 - Ro.26 - Ro.30 - Ro.35 - Ro.37 - Ro.41 →